# Finestra legno alluminio
Una finestra in legno-alluminio è un serramento progettato in modo da sfruttare le differenti caratteristiche di questi due materiali combinandole insieme. Sia il telaio che le ante sono costruiti in modo da mostrare il legno nella parte interna del vano e l'alluminio nel lato esterno dell'edificio. 

## Pregi del legno
- Il legno è un materiale naturalmente isolante, non si surriscalda con l'irraggiamento solare estivo e migliora l'isolamento termico invernale.
- Il legno non possiede parti cave all'interno e permette di raggiungere un buon livello di isolamento acustico.
- Il legno, materiale nobile e versatile, emana bellezza, fascino, calore e, per la sua eleganza, può costituire facilmente un elemento di arredo.

## Pregi dell'alluminio
- All'alluminio si riconosce la maggiore resistenza e durabilità agli agenti atmosferici e la ridottissima necessità di manutenzione.
- L'alluminio offre un'elevata resistenza meccanica.

## Convenzioni
Nell'uso comune la dicitura "legno-alluminio" indica che il legno rappresenta la parte preponderante del serramento e che ne costituisce anche la struttura portante, mentre l'alluminio è solo il rivestimento esterno applicato al legno in fase di produzione.
La dicitura "alluminio-legno" solitamente indica invece una struttura prevalentemente in alluminio con un minimo rivestimento in legno.

## Materiali
Il profilo in legno può essere realizzato con molteplici essenze (okoumé, mogano, rovere, frassino, teak, ecc.) ed è costituito solitamente da legno massello (o massiccio).
Per superare i limiti dimensionali cui devono sottostare i singoli elementi di una finestra in legno massello (montanti, traversi, traversini), che sono strettamente collegati alla dimensione del tronco della pianta, industrialmente si utilizza il legno lamellare. I vantaggi di questo materiale composito, che adotta listelli in massello incollati fra loro, sono un elevato rapporto tra resistenza meccanica e peso e un buon comportamento in caso di incendio oltre all'eliminazione di eventuali difetti o nodi antiestetici dal prodotto finale.
Alcuni produttori realizzano invece il profilo in legno utilizzando un materiale "impiallacciato", costituito cioè da un legname meno pregiato ricoperto superficialmente da un sottilissimo tranciato di legno pregiato.
Attraverso l'applicazione di prodotti vernicianti si ha la possibilità di esaltare o modificare le caratteristiche estetiche del legno e di conferirgli una maggiore resistenza fisica e meccanica nei confronti degli agenti chimici e fisici presenti nell'ambiente. 
L'alluminio può essere realizzato liscio o goffrato, e può essere verniciato con molte finiture:
Colori RAL  lucidi o satinati,
Colori Metallici, 
Colori Perlati,
Tinte effetto legno con finte venature.

## Attenzioni progettuali
In genere la progettazione di una finestra in legno/alluminio è finalizzata alla produzione di un serramento a risparmio energetico o a taglio termico, con vetri isolanti basso emissivi, che adotta le migliori soluzioni tecnologiche e di solidità e qualità dei materiali. Pertanto le attenzioni progettuali di un serramento esterno dovrebbero prendere in considerazione:
- I materiali - il legno deve essere di ottima provenienza e per alcune specie è necessario che sia in composizione lamellare. Deve contenere un tasso di umidità interna intorno al 12%.  Inoltre è meglio che la provenienza sia da foresta certificata.
- La verniciatura - il serramento deve essere preparato correttamente per consentire la miglior verniciatura e la quantità delle resine, il loro metodo di applicazione e lo spessore dello strato applicato devono essere ottimali.
- La tipologia di apertura - in base al tipo di apertura e alle dimensioni si sceglie il numero di ante. Tuttavia è opportuno farsi consigliare dal serramentista in considerazione del notevole peso delle vetrate ad alte prestazioni termico-acustiche. Ad esempio, nell'apertura a rotazione, è meglio non superare una larghezza di anta di 60 cm.
- Le vetrate - prediligere le soluzioni con le migliori prestazioni sia per il comfort abitativo sia per il risparmio di energetico.
- Il progetto architettonico - per soddisfare le esigenze tecnico-estetiche del progettista esistono molte possibilità di composizione di più serramenti e varianti (scorrevole complanare, anta ribalta).
- Le prestazioni termiche - Per quanto riguarda la trasmissione del calore dell'ambiente interno verso l'esterno, il parametro di valutazione è la Trasmittanza termica U [W/m² K]
- Le prestazioni acustiche - Il coefficiente acustico di un serramento indica il suo potere fonoisolante espresso in decibel (dB).
- Le prestazioni meccaniche - Sono suddivise in classi: tenuta all'acqua, permeabilità all'aria, deformazione telaio sotto carico del vento.